# Project Follow Through
Project Follow Through (FT) war ein Bildungsprogramm der US-Regierung für benachteiligte Kinder im Vorschulalter. Mit über 100.000 teilnehmenden Schülern in 180 Schulgemeinden und Kosten von rund einer Milliarde Dollars bleibt es bis heute das weltweit größte pädagogische Experiment. Es begann im Jahre 1967 als Teil von Präsident Johnsons Krieg gegen die Armut und dauerte bis 1995.

## Geschichte
Das U.S. Department of Education (DOE) und das Office of Economic Opportunity unter Präsident Lyndon B. Johnson (1963–1969) wollten den Kreislauf der Armut durch bessere Bildung durchbrechen. Es war bekannt, dass schlechte schulische Leistungen direkt mit der Armut korrelierten. Schlechte Bildung führte zu geringeren wirtschaftlichen Chancen im späteren Erwerbsleben und sorgte so für Armut in der nächsten Generation.
Follow Through, ursprünglich als Sozialplan zur Erweiterung des Head-Start-Programms für das Vorschulalter geplant, wurde zum Erziehungsexperiment mit dem Ziel, wirkungsvolle Methoden zum Unterrichten von benachteiligten Kindern zu finden. Das Projekt wurde zum nationalen Trainingslabor und bot eine einzigartige Gelegenheit, um den Wirkungsgrad verschiedener Unterrichtsmethoden zu studieren.
Die vom Department of Education zugelassenen Modelle wurden von Erziehungswissenschaftlern entwickelt. Die einzige Ausnahme war das Modell Direkte Instruktion  (Direct Instruction), eine Spezialform des Klassenunterrichts, das durch den Vorschullehrer (Preschool) Siegfried Engelmann aus Illinois entwickelt wurde, der keine formelle Ausbildung in Erziehungsmethoden hatte. Während sich die Erziehungswissenschaftler auf die pädagogische Theorien von John Dewey und Jean Piaget stützten, entwickelte Engelmann in Zusammenarbeit mit Lehrerkollegen das Unterrichtsmodell Direct Instruction System for Teaching Arithmetic and Reading (DISTAR), mittlerweile häufiger unter dem Kurzausdruck „Direct Instruction“ kursierend, das auf praktischen Erfahrungen basierte. Engelmann hatte ab 1963 mit seinen eigenen Kindern im frühen Alter einen sorgfältigen Unterricht entwickelt, mit dem er glaubte, auch die Kinder aus ärmlichen Verhältnissen erreichen zu können, da diese nicht anders als seine Kinder lernen würden. 1970 übernahm die University of Oregon die Schirmherrschaft für das Engelmann-Becker-Team für Direkte Instruktion.
Die vorläufigen Resultate der Studie von 1974 zeigten, dass nur zwei Modelle, Direkte Instruktion und das Kansas Behavioral Analysis-Modell, positive Resultate zeigten. 1977 beauftragte die Ford Stiftung, die mehrere nicht erfolgreiche Modelle finanzierte, das Center for Instructional Research and Curriculum Evaluation an der University of Illinois eine zusätzliche, inoffizielle Evaluation der Follow Through Resultate durchzuführen. Der daraus entstandene Glass House Report  kritisierte, anstelle der Frage „Welches ist das erfolgreichste Modell?“ hätten Fragen wie „Was macht, dass die Modelle wirken?“ oder „Wie kann man die Wirkung der Modelle verbessern?“ untersucht werden müssen. Die Studie sollte bewirken, dass die Resultate der Follow Through Evaluation nicht in die Bildungspolitik einflossen.
Die Auswertung der Follow-Through-Daten dauerte von 1968 bis 1977. Das Programm wurde von der Regierung bis 1995 finanziert. Die Ergebnisse zeigten, dass das Modell Direkte Instruktion und zu einem geringeren Grad das Behavior Analysis Modell brauchbare Lösungen für den Unterricht von benachteiligten Kindern erbrachten (beide Modelle basieren auf der Verhaltensanalyse). Trotzdem wurden die Ergebnisse der Follow Through Projekt-Evaluation vom Bildungsestablishment praktisch ignoriert. Die Bildungspolitik benützte die Ergebnisse des Projektes nicht, um diejenigen Unterrichtsmethoden gezielt zu fördern,  die die Benachteiligung armer Kinder erwiesenermaßen verbessern konnten, was das eigentliche Ziel des Follow-Through-Programms war.
1981 brachte der US-Senat eine Note ein, um die Finanzierung erfolgreicher Follow-Through-Modelle zu erhöhen. Das Bildungsministerium entschied jedoch 1982, die Finanzen der erfolgreichen Modelle zu Gunsten der weniger oder gar nicht erfolgreichen zu kürzen. Die Modelle mit den schlechten Resultaten wurden – unter anderen Namen – zur gesetzlichen Bildungspolitik in vielen US-Staaten.
Bei einer Studie des American Institutes for Research's Comprehensive School Reform Quality Center im Jahre 1999 war die Direkte Instruktion eines von zwei Programmen aus 22, das positive Wirkungen bei der Entwicklung der Schüler zeigte.

## Ziel und Anordnung der Studie
Mit der Studie wollte man herauszufinden, ob die ökonomisch und bildungsmäßig ärmsten Schulen in den USA auf das amerikanische Durchschnittsniveau angehoben werden könnten. Die drei Hauptziele des Projektes waren die Verbesserung von Grundwissen und -fertigkeiten (Basic skills), der kognitiven und Problemlösungsfähigkeiten (Cognitive skills) sowie ein positives Selbstwertgefühl (Affective skills) für alle teilnehmenden Kinder. Der Zweck des Projektes war, die effektivsten praktischen Unterrichtsmethoden zu finden und diese in den benachteiligten Schulen überall in den USA einzuführen, um die drei Hauptziele für die benachteiligten Kinder in den USA erreichen zu können. Es bildete einen Eckpfeiler im Krieg gegen die Armut.
Die tatsächliche Leistung der Kinder sollte dazu dienen, den Erfolg zu bestimmen. Die Vertreter verschiedener Theorien und Ansätze, die glaubten, ihre Methoden könnten die negativen Auswirkungen der Bildungsarmut lindern, wurden aufgefordert, sich als Sponsoren ihrer Unterrichtsmodelle zu bewerben. Nachdem die Liste der ausgewählten Modelle feststand, konnten Elterngruppen der am Projekt beteiligten benachteiligten Schulen eines dieser Modelle wählen, wobei sie sich verpflichteten, diese Methode mehrere Jahre beizubehalten. Das Direkte Instruktion-Modell war das gefragteste Modell, es wurde an mehr Standorten als jedes andere Modell umgesetzt.
Jede teilnehmende Schule wurde mit einer gleichwertigen, aber unbeteiligten Schule verglichen, um die Fortschritte messen zu können. Als allgemeiner Standard für allen Schulen wurden normierte Messgrößen verwendet, um feststellen zu können, ob die teilnehmenden Schulen das Ziel des 50. Perzentils (amerikanisches Durchschnittsniveau) erreicht hatten. Vornoten zeigten, dass Schulen mit wirtschaftlich benachteiligten Schülern ohne besondere Maßnahmen nur das 20. Perzentil erreichten. Das 20. Perzentil galt deshalb als geplante Ausgangsgröße.

## Evaluation und Ergebnisse

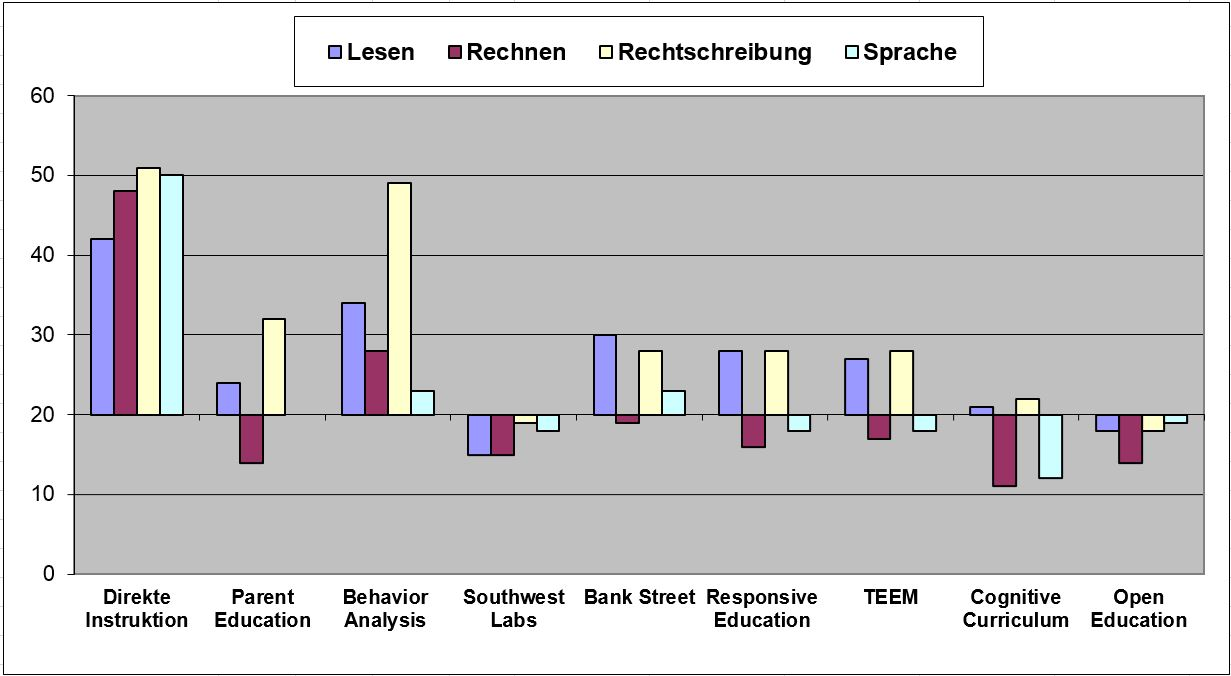
FT Evaluation: Resultate der neun Hauptmodelle. Perzentil 20: Leistungsniveau benachteiligter Schüler, Perzentil 50: amerikanisches Durchschnittsniveau

Die Auswertung der Follow-Through-Daten dauerte neun Jahre. Die Evaluation kostete 30 Millionen Dollar und erfolgte durch zwei unabhängige Institute. Das Stanford Research Institute sammelte die Daten und Abt Associates analysierte sie.
Die vorläufigen Jahresergebnisse von 1974 brachten eine Überraschung für die meisten Sponsoren. Nur zwei Modelle, Direkte Instruktion und das Kansas Behavioral Analysis-Modell zeigten positive Resultate.
Der Schlussbericht von Abt Associates (Bock, Stebbins, & Proper, 1977) zeigte, dass die aggregierten Follow-Through-Modelle keine positiven Effekte zeigten, weil mit Ausnahme eines Modells keines das gewünschte Resultat erzielte. Die beliebtesten Modelle waren nicht nur unfähig, positive Wirkungen zu erzielen, die meisten von ihnen produzierten eine Vielzahl von negativen Auswirkungen.
Das Modell der Direkten Instruktion platzierte sich als Erster im Lesen, Rechnen, Rechtschreibung, Sprache, Grundfertigkeiten, schulisch kognitiven Fähigkeiten und positivem Selbstwertgefühl. Es zeigte als einziges der 22 bewerteten Modelle überall positive Ergebnisse beim 50. Perzentil.